# Gili Nanggu
Pour les articles homonymes, voir Gili.

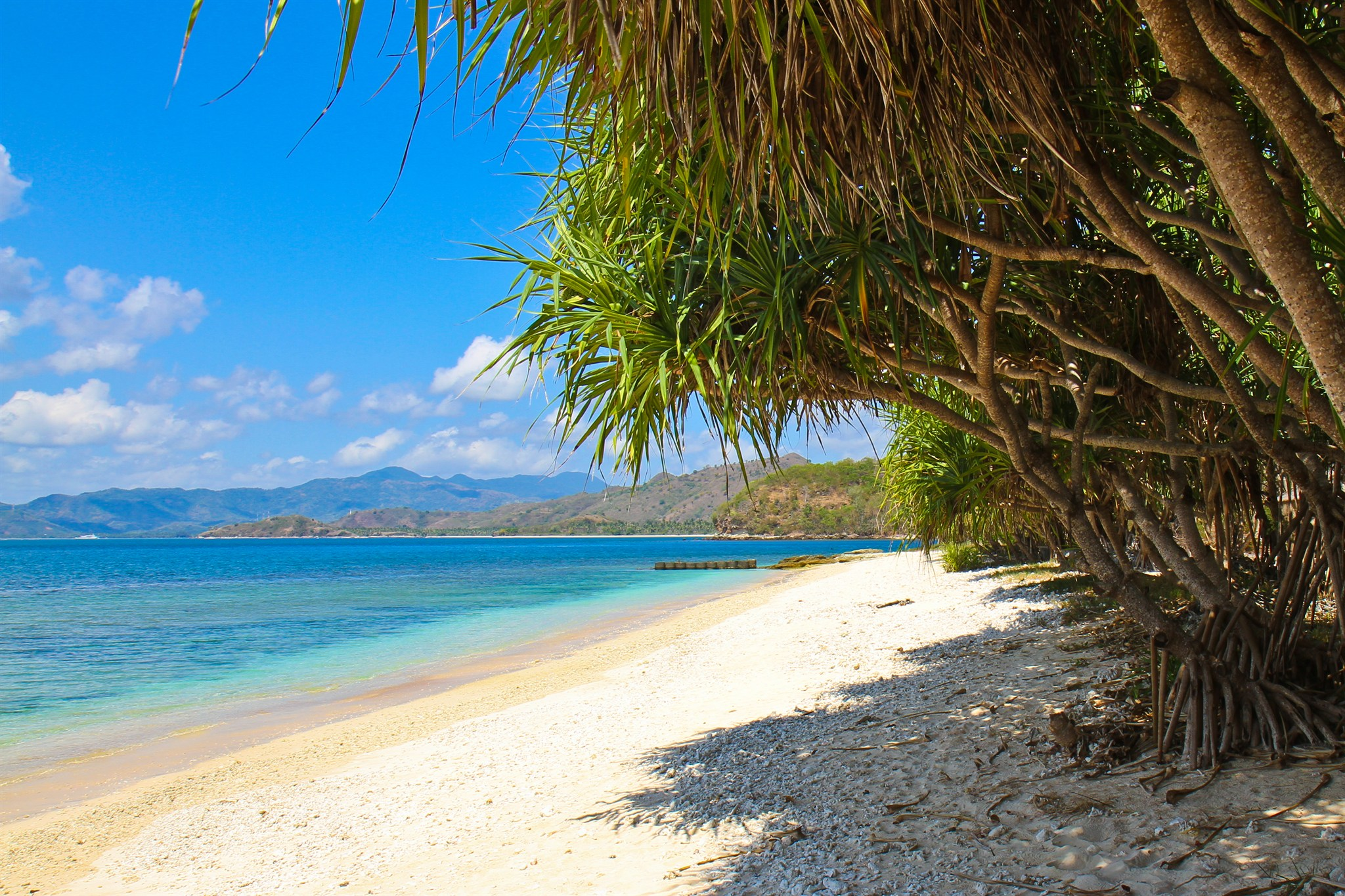
Plage sur Gili Nanggu

Gili Nanggu est une île d'Indonésie située au sud-ouest de Lombok. Gili veut dire "île" en sasak, la langue de la majorité des habitants de Lombok.

## Nature et tourisme
D'une superficie de 12,5 ha, Nanggu est reliée au port de Lembar. Couverte de plages de sable blanc, l'île ne possède qu'un hôtel consistant en bungalows au toit de fibre de palmier ijuk.
Depuis 1995, Nanggu abrite un programme de protection de tortues marines.